# Le Bonheur des autres (film, 2011)
Pour les articles homonymes, voir Le Bonheur des autres.
Pour plus de détails, voir Fiche technique et Distribution.
Le Bonheur des autres est un film québécois réalisé par Jean-Philippe Pearson, sorti le 7 octobre 2011.

## Synopsis
20 ans plus tôt, Jean-Pierre quittait sa femme, Louise, et la laissait s'occuper seule de leurs deux enfants, Marion et Sylvain, âgés de 10 et 8 ans. Maintenant, Jean-Pierre est un homme heureux, lui et Évelyne, la jeune femme de 20 ans sa cadette qu'il fréquente, attendent un bébé. Lorsqu'il annonce la grande nouvelle à ses enfants et son ex-femme lors d'un souper de famille, la réaction n'est pas celle qu'il aurait espéré. Louise y voit une grande injustice, Marion, qui essaie d'avoir un enfant depuis deux ans, se sent ridiculisée et Sylvain lui reproche encore de les avoir quittés. Pendant ce temps, Évelyne se demande si elle désire réellement fonder une famille avec cet homme qu'elle voit vieillir. 

## Fiche technique
- Titre original : Le Bonheur des autres
- Réalisation : Jean-Philippe Pearson
- Scénario : Jean-Philippe Pearson
- Musique : Frédéric Bégin
- Direction artistique : Jean Babin
- Décors : Jean Babin
- Costumes : Anne-Karine Gauthier
- Maquillage : Fanny Vachon
- Photographie : Steve Asselin
- Son : Stéphane Houle, Christian Rivest, Raymond Vermette, Stéphane Bergeron
- Montage : Yvann Thibaudeau
- Production : Christian Larouche
- Société de production : Christal Films Productions
- Sociétés de distribution : Les Films Séville
- Budget : 3,7 millions de dollars[1]
- Pays d'origine :  Canada
- Langue originale : français
- Format : couleur
- Genre : Comédie dramatique
- Durée : 101 minutes
- Dates de sortie :
  - Canada : 7 octobre 2011

## Distribution
- Michel Barrette : Jean-Pierre
- Louise Portal : Louise
- Marc-André Grondin : Sylvain
- Julie Le Breton : Évelyne
- Germain Houde : Raymond
- Eve Duranceau : Marion
- Stéphane Breton : Yves
- Isabelle Vincent : Brigitte
- Normand Daneau : Benoît
- Christiane Pasquier : Monique
- Laurence Dauphinais : Annie
- Claude Despins : médecin